# Jastrabie pri Michalovciach
Jastrabie pri Michalovciach és un poble i municipi d'Eslovàquia. Es troba a la regió de Košice, a l'est del país.

## Història
La primera referència escrita de la vila data del 1337.

## Demografia
| Godina             | 1994 | 2004    | 2014    | 2024   |
| ------------------ | ---- | ------- | ------- | ------ |
| Nombre de persones | 286  | 338     | 293     | 287    |
| Diferència         |      | +18,18% | −13,31% | −2,04% |

| Godina             | 2023 | 2024   |
| ------------------ | ---- | ------ |
| Nombre de persones | 289  | 287    |
| Diferència         |      | −0,69% |